# 久米部
久米部（くめべ）とは、古代日本の軍事的な職業部(品部)。「来目部」・「久目部」とも書き、「大来目部」とも言う。

## 概要
本来は久米直が伴造として管掌してきたもので、のちに久米直とともに大伴連の統率下に入った。中国・四国地方に分布し、宮廷の警衛・軍事にあたった。
久米部は 中国地方・ 四国地方を中心に、東海道沿いにも分布しており、 伯耆国・ 美作国 ・伊予国には久米郡が存在した（久米郡 (鳥取県)・ 久米郡 (愛媛県)）。 岡山県には、現在も 久米郡が存在する。一方で、従来から大伴氏が統轄していた大伴部が東国に多いこと、『古事記』では対等な立場で描かれている「久米氏」と「大伴氏」が、『書紀』などでは大伴氏に久米部が従属するかのように記述されていること、久米直氏が 八色の姓でも賜姓されていないところから、久米部を管掌していた氏族が衰亡し、久米部も大伴氏に管理されるようになったことが想像される。
『日本書紀』巻第三神武天皇、『古事記』中巻・神武天皇条に載せられている久米歌（来目歌）は、久米部の出陣や凱旋の際に、久米舞とともに歌われたものだという。奈良・平安時代に宮廷の歌謡として伝えられた。